# Alex King
Alex Nathanael King (Ansbach, 20 de febrero de 1985) es un jugador alemán de baloncesto. Mide 2,00 metros de altura y ocupa la posición de alero. Pertenece a la plantilla del s.Oliver Baskets de la BBL alemana, cedido por el Bayern de Múnich. Es internacional absoluto con Alemania.

## Carrera
Comenzó a jugar al baloncesto en el equipo juvenil del FC Bayern Munich (baloncesto) y posteriormente jugó en el MTSV Schwabing. En 2002 se fue al Skyliners Frankfurt, equipo que le cedió en dos ocasiones durante su estancia, al MTV Kronberg y al TV 1862 Langen. Después de las cesiones jugó en Frankfurt hasta la temporada 2007-2008. En la temporada 2008/2009 se incorporó a las filas del Telekom Baskets Bonn donde firmó un contrato por dos temporadas.
Alex King era uno de los mayores talentos de su año, pero en Frankfurt no funcionó y se fue a Bonn para explotar su gran potencial. En su primera temporada en el Telekom Baskets Bonn, Alex King duplicó sus estadísticas en casi todos los aspectos y fue una pieza importante del equipo. En julio de 2010 renovó por un año por Bonn. En 2011 cambió de aires y firmó un contrato por dos años con el s.Oliver Baskets. El 5 de diciembre de 2012, en el partido de Eurocup contra BK Azovmash Mariupol marcó 7 triples y se convirtió en el récord de triples de la Eurocup. Debutó con la selección alemana el 6 de julio de 2013.
En 2013 se acogió a una cláusula de su contrato y firmó tres años con ALBA Berlin. Desde la temporada 2014/2015 es el capitán del equipo.
En diciembre de 2020, se incorpora al s.Oliver Baskets de la BBL alemana, cedido por el Bayern de Múnich.